# Hadès
El sistema Hadès era un sistema de armas nucleares tácticas balísticas de corto alcance diseñado por Francia como última advertencia antes del uso de armas nucleares estratégicas en una posible invasión soviética de Europa occidental. Fue diseñado a partir de julio de 1984 como reemplazo del misil táctico móvil Pluton. Inicialmente se tenía previsto desplegar 120 misiles.
Para desplegar el Hadès estaba previsto un remolque con ruedas y un lanzador, cada uno con dos misiles en contenedores. El diseño original tenía una autonomía de 250 km, que luego se amplió a 480 km. El sistema de guía era una plataforma inercial que podía programarse para ejecutar maniobras evasivas antes de alcanzar el objetivo. Una versión diseñada para alcanzar objetivos subterráneos reforzados también tenía un sistema de guía final que utilizaba un sistema digital basado en GPS, lo que daba como resultado un error circular probable de sólo 5 m, en comparación con un error circular probable (CEP) de 100 m para la versión estándar.

## Desmantelamiento
El 23 de febrero de 1996, el anuncio de Jacques Chirac, Presidente de Francia , sobre el nuevo formato de las fuerzas nucleares francesas pedía el desmantelamiento de los misiles Hadès. El 23 de junio de 1997 fue destruido el último de ellos.